# Beta Techno
Con la sigla Techno si riconoscono una serie di motociclette da trial prodotte dalla Beta Motor a partire dal 1994 fino al 1999 per partecipare ai mondiali della categoria.

## Descrizione
Rispetto al precedente modello, la Beta Synt, adotta un telaio più compatto e sagomato, diventando molto ampio anteriormente e molto sagomato nella zona delle gambe, non richiedendo più la carenatura anteriore, che viene ridotta al minimo, il telaietto posteriore diventa ancora più piccolo e la seduta diventa ancora più bassa, il faro diventa più piccolo, ma rimane sempre rettangolare, il blocco motore è completamente nuovo, mentre il forcellone e le forcelle sono rimaste le stesse.
Questo modello a dispetto del precedente è durato molto prima di essere sostituito dal successivo, mentre il Beta Synt è durato solo 3 anni.

## Cilindrate
Le cilindrate hanno spaziato, durante i vari anni di produzione:
- 50
- 125
- 250
- 270